# Analyse raisonnée de la discussion du Code civil
L'Analyse raisonnée de la discussion du Code civil de Jacques de Maleville est un important traité juridique français.
Rédigé par Jacques de Malleville, un des rédacteurs du Code civil, l'ouvrage utilise les notes de séances du Conseil d'État, on y retrouve une synthèse des opinions émises par Bonaparte, Cambacérès, Portalis et autres jurisconsultes professionnels mais aussi quelques critiques. Certains aspects de la codification sont mis en avant notamment sa cohérence. De façon pratique il contient des tableaux de correspondance relatifs à l'ancienne et à la nouvelle législation, les décisions interprétatives de la Cour de Cassation. Il y eut deux éditions, chacune en 4 volumes.
Ce travail, paru en 1804-1806, fut très important dans la première moitié du XIXe siècle, car il mettait à la disposition des magistrats, jurisconsultes, avocats etc l' intention du législateur, une des sources supplétives du droit, notamment pour l'interprétation, dans une matière alors essentielle, le droit civil. Il joua un rôle analogue dans les états ayant adopté la législation française comme la Belgique. Il fut traduit en allemand.
A distinguer des "Procès verbaux du Conseil d'Etat contenant la discussion du projet de Code civil" de Locré dont les premières éditions comprennent 4 ou 5 volumes.